# Diocesi di Sikasso
La diocesi di Sikasso (in latino Dioecesis Sikassensis) è una sede della Chiesa cattolica in Mali suffraganea dell'arcidiocesi di Bamako. Nel 2022 contava 43.430 battezzati su 2.336.044 abitanti. La sede è vacante.

## Territorio
La diocesi comprende i circondari di Sikasso, Kadiolo e Koutiala nella regione di Sikasso, e il circondario di Bla nella regione di Ségou in Mali.
Sede vescovile è la città di Sikasso, dove si trova la cattedrale di Nostra Signora di Lourdes.
Il territorio è suddiviso in 9 parrocchie.

## Storia
I primi missionari d'Africa arrivarono a Sikasso da Ségou nel 1922, ma la missione fu in seguito abbandonata nel 1929. Fu il vicario apostolico di Bobo-Dioulasso (in Burkina Faso) a riprendere l'evangelizzazione della regione, inviando tre missionari dello stesso istituto, i padri Lorentz, Libouban e il fratello Jude, che raggiunsero Sikasso il 5 novembre 1936.
La prefettura apostolica fu eretta il 12 giugno 1947 con la bolla In dominicis agris di papa Pio XII, ricavandone il territorio dal vicariato apostolico di Bobo-Dioulasso (oggi arcidiocesi).
Il 6 luglio 1963 la prefettura apostolica è stata elevata a diocesi con la bolla Praefectura apostolica di papa Paolo VI.

## Cronotassi dei vescovi
Si omettono i periodi di sede vacante non superiori ai 2 anni o non storicamente accertati.
- Didier Pérouse de Montclos, M.Afr. † (17 ottobre 1947 - 8 luglio 1976 dimesso)
- Jean-Baptiste Maria Cissé † (8 luglio 1976 - 3 novembre 1996 deceduto)
  - Sede vacante (1996-1998)
- Jean-Baptiste Tiama (5 novembre 1998 - 27 marzo 2020 nominato vescovo di Mopti)[1]
  - Sede vacante (2020-2022)
- Robert Cissé (14 dicembre 2022 - 25 luglio 2024 nominato arcivescovo di Bamako)

## Statistiche
La diocesi nel 2022 su una popolazione di 2.336.044 persone contava 43.430 battezzati, corrispondenti all'1,9% del totale.
| anno | popolazione | popolazione | popolazione | presbiteri | presbiteri | presbiteri | presbiteri                | diaconi | religiosi | religiosi | parrocchie |
| anno | battezzati  | totale      | %           | numero     | secolari   | regolari   | battezzati per presbitero | diaconi | uomini    | donne     | parrocchie |
| ---- | ----------- | ----------- | ----------- | ---------- | ---------- | ---------- | ------------------------- | ------- | --------- | --------- | ---------- |
| 1950 | 94          | 377.437     | 0,0         | 7          | 7          |            | 13                        |         |           |           | 2          |
| 1970 | 1.871       | 546.758     | 0,3         | 21         | 1          | 20         | 89                        |         | 30        | 19        |            |
| 1980 | 4.153       | 687.430     | 0,6         | 18         | 1          | 17         | 230                       |         | 36        | 22        | 7          |
| 1990 | 8.710       | 973.000     | 0,9         | 20         | 4          | 16         | 435                       |         | 18        | 28        | 7          |
| 1999 | 15.075      | 2.796.594   | 0,5         | 23         | 12         | 11         | 655                       |         | 13        | 35        | 8          |
| 2000 | 15.505      | 2.797.678   | 0,6         | 24         | 13         | 11         | 646                       |         | 12        | 36        | 8          |
| 2001 | 16.569      | 2.800.178   | 0,6         | 22         | 11         | 11         | 753                       |         | 12        | 40        | 8          |
| 2002 | 16.744      | 2.800.178   | 0,6         | 23         | 11         | 12         | 728                       |         | 13        | 37        | 8          |
| 2003 | 17.580      | 2.800.850   | 0,6         | 22         | 12         | 10         | 799                       |         | 12        | 40        | 8          |
| 2004 | 20.028      | 2.800.850   | 0,7         | 23         | 13         | 10         | 870                       |         | 12        | 32        | 8          |
| 2014 | 29.000      | 1.901.944   | 1,8         | 28         | 22         | 6          | 1.035                     |         | 7         | 24        | 9          |
| 2017 | 33.738      | 2.054.600   | 1,6         | 30         | 22         | 8          | 1.124                     |         | 9         | 27        | 9          |
| 2020 | 41.000      | 2.208.750   | 1,9         | 30         | 23         | 7          | 1.370                     |         | 8         | 20        | 9          |
| 2022 | 43.430      | 2.336.044   | 1,9         | 29         | 21         | 8          | 1.497                     |         | 9         | 20        | 9          |